# Wolfgang Amadeus Mozart
Wolfgang Amadeus Mozart (Salzburg, 27. siječnja 1756. –  Beč, 5. prosinca 1791.), austrijski skladatelj.
Wolfgang Amadeus Mozart je, prema ocjeni mnogih, jedan od najgenijalnijih skladatelja u povijesti glazbe. Mozart je bio čudo od djeteta, dječak koji je prije poznavao note nego slova i koji je već s tri godine počeo pisati jednostavne pjesmice, a s pet održavati koncerte.

## Životopis

### Iznimno glazbeno djetinjstvo
Rođen 27. siječnja 1756. u austrijskom gradu Salzburgu, Wolfgang Amadeus Mozart vrlo rano je stekao posebnu glazbenu naobrazbu. Njegov otac Leopold bio je priznat i poznat glazbenik. Kao violinist i skladatelj na dvoru kneza nadbiskupa poučavao je i glazbi. U godini rođenja svojega sina objavljuje članak o osnovama sviranje violine koji je i danas zapažen. Zbog iznenađujuće brzog razvijanja Mozartovih glazbenih sposobnosti (i u manjoj mjeri njegove starije sestre zvane Nannerl), Leopold Mozart brzo zapostavlja osobnu karijeru kako bi se potpuno predao glazbenoj izobrazbi svoje djece. Wolfgangova rana, velika glazbena zrelost ubrzo će biti otkrivena i pred očima svijeta.

### Rađanje čuda od djeteta
Već s četiri godine Wolfgang zadivljuje svog oca dok napamet svira nekoliko djela na čembalu. U dobi od pet godina ovaj dječačić prvi put javno nastupa u Salzburgu, i to pred sumnjičavim pogledima iz orkestra kojima je Leopold "nametnuo" svojega potomka. Improvizirajući, odgonetavajući bez teškoća svoje još prve glazbene lekcije i dokazujući svoju neospornu glazbenu lakoću, mali genij osvaja čak i najnepovjerljivije glazbenike. Četiri mjeseca nakon toga, na nastupu kod kneza izbornika Bavarske Maksimilijana III., svi će podleći šarmu "božanstvenog". 
U pratnji starije sestre Nannerl (i poznatog oca Leopolda), Wolfgang svira u Münchenu gdje još jednom pridobiva svu naklonost slušatelja. Zatim se vraća u Beč, uvijek u pratnji oca i sestre, kako bi ondje svirao za najutjecajnije ljude toga grada. U listopadu 1762. Mozartovi će dvaput svirati u dvorcu Schönbrunn za caricu Mariju Tereziju koja će im, kao nagradu, darovati svečana odijela koja su pripadala njezinoj djeci. Vrlo brzo gradom će se proširiti tisuće anegdota o podvizima maloga genija. Slavna obitelj trenutačno izmamljuje glazbenu naklonost društva. Jedan glasoviti pjesnik objavit će nekoliko kitica posvećenih "božanstvenom geniju, bržem od svojih godina..."
Početkom 1763. vraćaju se u Salzburg. Pod očevim budnim okom, Wolfgang proširuje svoju glazbenu naobrazbu: čembalo, violina, skladanje - ništa ne ostaje nedokučivo "božanstvenom".

### Otac postaje impresario
Iako se nimalo ne može sumnjati u Wolfgangove izvanredne sposobnosti, svejedno postoji nekoliko nedoumica o istinskoj neovisnosti tvorca maloga genija. Mozartove prve skladbe koje je popisao muzikolog Ludwig Ritter von Köchel potječu iz 1762. godine (kada je dijete imalo samo šest godina), pa nema sumnje da Wolfgangov otac nije bio baš potpuno iznenađen prvim djelima svoga sina.
Leopold Mozart ima posebnu ulogu u stvaranju "legende o Wolfgangu". Nije nimalo oklijevao slagati o pravoj dobi svojega sina za vrijeme njegovih prvih nastupa na pozornici, govoreći da je još mlađi nego što je uistinu bio. Leopold je isto tako posvećivao posebnu pozornost nastupima Wolfganga i Nannerl ondje gdje su živjeli moćnici. Dokaz za to su i njihova putovanja u München i Beč. London i Pariz bili su glavni ciljevi prave europske turneje koju je Leopold organizirao 1763. kako bi još jednom istaknuo iznimni Wolfgangov genij. Tijekom toga, možemo reći, pravog pohoda Leopold pridaje posebnu važnost promociji Wolfganga i Nannerl: unajmljuje najbolje koncertne dvorane (ili crkve u manjim gradovima), oglašava koncerte u novinama, čak ide tako daleko da piše anonimne kritike o uspjehu djece. Tako, dok su se odmarali u Augsburgu (Leopoldovu rodnom gradu), lokalne novine objavljuju dugačak članak u kojem podrobno izvještavaju o podvizima mladih glazbenika. Dan za danom, otac se pretvara u poduzetnika, koncerti njegove djece polako postaju brojniji, a on njihov sve zahtjevniji menadžer.
Stigavši u London, Mozartovi na neki način "potvrđuju svoju vrijednost". Kralj George III. odlučio je, dok je bio na jednom veličanstvenom koncertu, da "majstora Wolfganga" stavi na iskušenje. Primorao ga je da svira Händelove partiture (on je bio glazbeni idol kraljevstva) te je potom od "božanstvenog" tražio trenutačnu glazbenu improvizaciju. Rezultat će biti priznanje i od Leopolda i od onoga koji je "sve to smislio". Kao i u Beču, legenda o Mozartu je stvorena i svatko sanja da će se jednom sresti s tim čudom od djeteta.
London će za Mozarta biti i prigoda da otkrije talijansku operu te da sklopi nekoliko prijateljstava s važnim glazbenicima, kao što je jedan od sinova kantora Leipziga - Johann Christoph Bach, ili Karlom Friedrichom Abelom. Loša strana postignutih uspjeha tijekom ovih turneja bilo je djetetovo zdravlje, koje je tijekom dugih putovanja bilo predmet teških iskušenja. Mnogi biografi smatraju da su brojna putovanja u ranom djetinjstvu jedan od razloga glazbenikove prerane smrti.

### Stvaranje jednog opusa
Wolfgang Amadeus Mozart nije imao ni devet godina kada je u Londonu objavio svoje prve simfonije, prve sonate za čembalo, prva vokalna djela, kao i prve koncerte. Bližio se njegov deseti rođendan, a već je bio zreli glazbenik. Na povratku u rodni Salzburg, čudo od djeteta osvojit će čitavu glazbenu Europu: Nizozemsku, Francusku, Švicarsku... Međutim, nakon dolaska u Austriju, Leopold se odlučuje posvetiti izobrazbi svojega sina. Poučava ga tehnikama neophodnim za skladanje, tražeći od njega da usavrši znanje talijanskog jezika i da se posveti učenju latinskog. Daleko od uzbuđenja koncertnih dvorana, glazbenik sklada svoja prva mladenačka djela. S jedanaest godina već mašta o skladanju opere. No Salzburg ne voli tu pogansku glazbu, stoga, kako bi se ostvario sinovljev san, Leopold odlučuje da otputuju u Beč. Tek što su stigli u austrijsku metropolu, Mozartovi su morali pobjeći od epidemije velikih boginja koja je harala gradom. 
Nakon ponovnog dolaska u Beč, u siječnju 1768. prima ih car koji od Mozarta naručuje njegovu prvu operu "Jednostavna prijevara" ("La Finta semplice") napisanu prema Contellinijevu libretu (Gluckov osobni libretist). Za samo tri mjeseca mladi Mozart predaje partituru za operu. No najteže tek počinje. Glazbenici se snažno opiru stvaranju ovog uratka iz straha da će izgubiti svoj posao. Čak i Gluck – kao službena Mozartova potpora – izgledao je prestrašen mogućnošću da konkurent takvih sposobnosti postigne golemi uspjeh u Beču, i povrh svega još tako mlad.
Nezainteresiran (naizgled) za te svađe, Mozart nastavlja stvarati te sklada igrokaz "Bastien und Bastienne", koji je naručio Anton Mesmer, bogati bečki liječnik i obiteljski prijatelj. Nakon povratka u Salzburg, Wolfgang sklada brojne partiture za crkvenu glazbu, no pritom osjeća da ga opera definitivno jače privlači, a još više Italija. Zato će Leopold organizirati turneju za svojega sina. Posjetit će Milano, Veronu, Cremonu, Rim, Firencu, Napulj... Kao i obično, Mozartov genij se ispituje i stavlja na kušnju. Kao i obično, dječak (nije imao više od 14 godina) će zasjeniti sve nazočne, na Leopoldovu najveću radost. No i skladatelj se već naviknuo na sukob koji se razvijao tijekom njegova boravka u Italiji. 
Druženje s najvećima i udobnost koju su mu nudile utjecajne osobe na poluotoku omogućavali su Mozartu da svu svoju genijalnost posveti stvaranju. Papa Klement XIV. proglašava ga 1770. vitezom Reda zlatne mamuze, potom je primljen na Filharmonijsku akademiju u Bologni, dok istodobno stvara operu "Mitridate, re di Ponto", koja će biti prikazana u Milanu u prosincu 1770. pod njegovim ravnanjem. Okrunjeno uspjehom još prve večeri, ovo će djelo tijekom zime biti izvedeno više od 20 puta. Italija obožava Mozartovu glazbu. Milano će na isti način 1772. dočekati operu "Lucio Silla", no Leopold ne uspijeva organizirati još pokoju reprizu kako bi osigurao stabilnu poziciju za svojega sina. Ova nesigurnost postat će konstanta u životu skladatelja te će uvelike utjecati na njegovu egzistenciju daleko od svih zbivanja i skladateljevih službenih glazbenih funkcija.

### Nedostižna materijalna sigurnost
Kada se vratio u Salzburg, Wolfgang Amadeus imao je 17 godina. Isprva je iskoristio provincijski mir Salzburga da se strastveno posveti skladanju. Leopold međutim želi da se obojica vrate u Beč, središte austrijskoga kulturnog života, gdje se nadao da će – unatoč njihovim brojnim neuspjesima – pronaći stabilan položaj za sina. U srpnju 1773. prima ih carica Marija Terezija, no njihove molbe su ponovno odbijene. Leopold očajava. Ovaj novi boravak u Beču međutim bit će za Mozarta prigoda da upozna Josepha Haydna, inovatorskoga skladatelja toga doba koji će trajno utjecati na rukopis "božanstvenog" i koji će pratiti Mozarta u njegovu pristupanju slobodnim zidarima. Vrativši se u Salzburg, obitelj Mozart ipak će ostvariti svoj davni san – preselit će se u novu kuću – te će isto tako steći novi umjetnički ugled.
U glazbi, Mozart je inspiriran tehnikama pokreta zvanog "Sturm und Drang" ("Oluja i prodor") koje otkriva nakon Haydna. Ova stilska zrelost omogućit će mu da sklada golemo mnoštvo novih djela: kratke mise, koncerte za klavir, koncerte za fagot, sonate, kvintete... Krajem ljeta 1774. iz Münchena stiže narudžba za operu kojom bi se otvorila sezona karnevala. Bit će to opera "La finta giardiniera" ("Lažna vrtlarica"), "opera buffa" (komična opera) skladana za samo tri mjeseca. Dovršeno u siječnju 1775., ovo će djelo požeti golemi uspjeh i ohrabriti skladatelja u njegovoj neodoljivoj želji da više vremena posveti operi. 
Osnažen ovim novim javnim uspjehom, Mozart će naravno pokušati dobiti radno mjesto na bavarskom dvoru, ali, kao i obično, u tome nije uspio. Opet se vraća u Salzburg pri kraju pokladnih svetkovina.
Iduće mjesece potpuno će posvetiti skladanju. Mozart se doslovno guši u poslu, čini se, kako bi zaboravio koliko mu život u Salzburgu ne odgovara. Osjeća se kao zatočenik toga grada i njegova nadbiskupa Colloreda. On Mozartu na sve načine otežava život. Za njega Wolfgang "ništa ne zna te bi trebao otići u Napulj na akademiju da ondje studira glazbu". Malo-pomalo, njihovi odnosi su se pogoršavali. To je trajalo sve do ljeta 1777. kada je drski skladatelj poslao "Njegovoj Presvetosti" pismo puno ironije tražeći otkaz. Nadbiskup je potpisao odluku o razrješenju oca i njegova sina koji "imaju, prema Evanđelju, dozvolu da pođu potražiti svoju sreću negdje drugdje". Leopold će ipak ostati u Colloredovoj službi (zbog očitih materijalnih razloga), a Mozart će napustiti Salzburg u pratnji svoje majke.

### Stiže prva tragedija
Čim je došao u München, Mozart je kucao na sva vrata ne bi li postao dvorski skladatelj, ali i ovaj put bez ikakva uspjeha. Činilo mu se da mu je zajamčen nesiguran život, bez novčane potpore bilo koje vrste. Nakon kratkog boravka u Augsburgu, Mozart i njegova majka odlaze u Mannheim, grad poznat po svojem umjetničkom sjaju. Naravno, Mozarta će moćnici i dalje odbijati te će ondje uistinu jadno živjeti. Zadovoljstvo će nalaziti jedino u glazbenim susretima i u sklapanju prijateljstva s obitelji Weber. Wolfgang se zaljubljuje u Aloysiju Weber, djevojčicu "od jedva 15 godina", koja se odlučuje za karijeru "primadone". Pomalo izgubivši glavu, naprasiti mladić smišljao je tisuću i jedan plan samo da ostane u Mannheimu, umjesto da nastavi svoj put. Leopold ga je podsjetio na obveze pa Mozart s majkom kreće put Pariza.
Ondje je doček bio vrlo srdačan te je skladatelj napokon uspio srediti svoj život, dijelom poučavajući, a dijelom skladajući, premda nikada nije bio potpuno zadovoljan. U jednom od pisama upućenih ocu opisao je svoju tugu za Italijom i želju da se vrati kako bi "ondje živio još jednom". Budući da nije htio ostati u Francuskoj, odbio je radno mjesto orguljaša što mu ga je nudio dvor u Versaillesu. On, koji je uvijek priželjkivao službeno i stabilno radno mjesto, on, koji je trpio nezahvalnost moćnih, odbio je ovu neočekivanu ponudu.
No nešto strašno dogodit će se 3. srpnja 1778. godine. Vjerojatno zaražena tifusom, njegova majka iznenada umire. Ovaj je događaj skladatelja jako pogodio te jednostavno nije znao kako bi ocu, koji je ostao u Salzburgu, javio za majčinu smrt. Konačno, tužnu vijest će prenijeti otac Bulinger, prijatelj obitelji. Sit pariškog života, Mozart odlučuje pridružiti se ocu koji se posvećuje traženju slobodnog mjesta za svojega sina. Postat će dvorski orguljaš i skladatelj. Na povratku, Mozart ne može izdržati a da ne svrati Weberovima (koji su se preselili u München) kako bi ponovno vidio lijepu Aloysiju. Postavši mlada "primadona" na dvoru, za nju njezin prosac sada bi samo snob.

### Constanze
Vratio se u Salzburg i njegov provincijalni mir. U Salzburgu skladatelj provodi pet dugih godina, stvaranjem se obračunava sa svojom dosadom. Sklada mise, simfonije, koncerte, sonate, operu. Godine 1782. Salzburg naručuje od Mozarta novu operu. To će biti "Idomeneo". Dovršeno 29. siječnja 1783., ovo djelo postiže veliki uspjeh. Leopold i Nannerl pridružili se Wolfgangu uoči Božića 1782. kako ne bi sam proveo svetkovine. Ubrzo nadbiskup Mozarta hitno poziva u Beč da bi sudjelovao u svečanosti krunidbe Josipa II. Ovaj boravak u Beču bio je mučenje za Mozarta. Utjecaj nadbiskupa postao je izdrživ. Tijekom jedne od prepirki skladatelj je shvatio da nadbiskup s njim postupa kao s bijednikom, lupežom i kretenom. Wolfgang odlazi i prigodom povratka u Beč odlazi Weberovima.
Aloysia se udala za slikara Josepha Langea (koji je potpisao jedan od najslavnijih Mozartovih portreta), njezina mlađa sestra Constanze za Wolfganga. Nakon što je isprva poricao postojanje ove veze svojem ocu, skladatelj mu konačno priopćuje svoju namjeru da se oženi. Leopoldov blagoslov je dobio odmah, vjenčanje je održano 4. kolovoza 1782. u katedrali svetog Stjepana u Beču.
Od 1783. do 1791. godine Wolfgangu i Constanzi se rodilo troje djece, jedno je umrlo u petoj godini života. Franz Xaver Wolfgang Mozart (1791. – 1844.) je bio dirigent s kompozitorskim opusom. Karl Thomas Mozart (1784. – 1858.) je bio knjigovođa i dirigent s kompozitorskim opusom. Obojica su imali ženu i 3 djece.
Mozart je imao nezamisliv uspjeh u "dvoboju" na temu homerske glazbe (što ga je organizirao car), u kojem se suprotstavio Clementiju. Na dvoru odbijaju Mozarta, skladatelj će skladati svoje najbolje djelo: "Otmica iz seraja". Ono će biti prvi put prikazano u bečkom Burgtheatru 16. srpnja 1782. u nazočnosti cara. Mozart će pozdraviti cara koji će mu se na kraju izvedbe obratiti ovim riječima: "Mozarte, ova je opera prelijepa za naše uši, ima i previše nota". Genijalni glazbenik je svojom uobičajenom genijalnošću odgovorio: "Ni jedna nije višak Vaše visočanstvo".
Razdoblje od 1784. do 1785. godine za Mozarta je bilo uspješno u stvaralačkom smislu. Prijateljstvo s četvrt stoljeća starijim glazbenim velikanom Josephom Haydnom donosi šest kvarteta posvećenih Haydnu (K. 387, K. 421, K. 428, K. 458, K. 464 i K. 465); Haydn je 1785. rekao Mozartovom ocu: "Pred Bogom vam kažem, kao čestit čovjek, da je Vaš sin najveći kompozitor za kojega znam osobno ili po čuvenju." U tim je godinama nastupao i kao pijanistički solist, prezentirajući tri do četiri nova klavirska koncerta svake godine. Zahvaljujući znatnim prihodima od glazbe, Mozart i Constanza su živjeli pristojnim bogatim životom živeći svoje kršćansko opredjeljenje.
Od 1786. godine Mozart prestaje komponirati za klavir i započinje raditi na operama do 1788.; libreta mu piše Lorenzo Da Ponte. Prvo djelo iz te faze je Figarov pir, čija je premijera održana u Beču 1786. godine. Opera je u Beču doživjela jako velik uspjeh (ukupno devet izvedbi, sve tijekom 1786. godine), u Pragu prava senzacija, i od tamošnjih ljubitelja glazbe proglašena remek-djelom.
Ovakav uspjeh u Pragu potakao je Mozarta da praizvedbu svoje sljedeće opere Don Giovanni (1787.) upriliči baš ondje. Uspjeh je bio ponovljen.
Godine 1787. Mozart dobiva manji angažman na Carskom dvoru u Beču: glazba na godišnjim balovima u "Redoutensaal" donosila mu je godišnju apanažu od 1300 florina - novac za koji se u to doba moglo kupiti 3 nezamislivo skupa klavira.
S početkom Austro-turskog rata (1787. – 1791.) mogućnosti zarade za glazbenike ne opadaju (kao općenita razina prosperiteta za stanovnike Austrije), a Mozart zapada u novčane poteškoće radi pozajmljivanja. Kako bi se izvukao iz financijskih poteškoća nezamislivo mnogo putuje Europom i koncertira: zadovoljan s financijskim učincima ali nezamislivo iscrpljen. Ipak u to vrijeme sklada tri simfonije (br. 39, 40 i 41, sve tijekom 1788. godine) i operu Così fan tutte (premijera 1790.). 
Komponira vrlo uspješnu operu Čarobna frula, svoj zadnji Koncert za klavir i orkestar (K. 595) u B-duru; Koncert za klarinet i orkestar u A-duru, (K. 622) Gudački kvintet u Es-duru (K. 614), motet sakralne tematike Ave verum corpus (K. 618), operu La clemenza di Tito (K. 621), te veličanstveni nedovršeni Requiem K. 626. Od Puchberga postepeno počinje naplaćivati dugove. Vjerovniku Puchbergu komponira malu kantatu "Laut Verkunde unsere Freude" (K.623).
U rujnu 1791. godine tijekom boravka u Pragu, Mozart obolijeva od stanovite "groznice" (ne zna se sa sigurnošću dijagnoza). Usprkos liječenju – tijekom kojega piše Requiem (glazba za katoličku misu zadušnicu) – umire 5. prosinca 1791. godine u svojem bečkom domu, u dobi od 35 godina.
Suprotno uvriježenim mišljenjima da je umro ostavljen i siromašan – pričama što su zacijelo nastale u kasnijem razdoblju zbog bolesne ljubomore romantizma, kada je bilo vrlo popularno stvaranje predodžbi o neshvaćenim i od društva nepravedno zapostavljenim umjetnicima – Mozart je umro vrativši se s unosne turneje u Pragu, u udobnom stanu njegovala ga je supruga i dvoje djece, pod stalnom paskom liječnika. Činjenicu da ga je na groblje otpratila cijela grupa bliskih ljudi koji su kola s lijesom dovezli samo do ulaza u groblje, te da je njegovo tijelo potom iz lijesa izbačeno u obiteljsku grobnicu (umotano u pamučnu tkaninu) – valja pripisati tada važećim jozefinističkim zakonima kojima je car Josip II., car Svetog Rimskog Carstva promijenio katoličke običaje u carstvu kojim je vladao.

## Djela
- Potpun popis: Dodatak:Popis skladbi Wolfganga Amadeusa Mozarta.